# Universitetsholmens gymnasium
Universitetsholmens gymnasium är en relativt liten gymnasieskola som ligger i delområdet Norra Sorgenfri. 
Skolan erbjuder följande kurser: Energiprogrammet inriktningen VVS- och Kylteknik och Elprogrammet inriktningen elinstallation eller automation. Teknikprogrammet inriktningen Form och Design, Inredning och Arkitektur och Ingenjörsutbildningen (installation eller bygg) läggs ner och flyttar till Pauliskolan.